# MI5

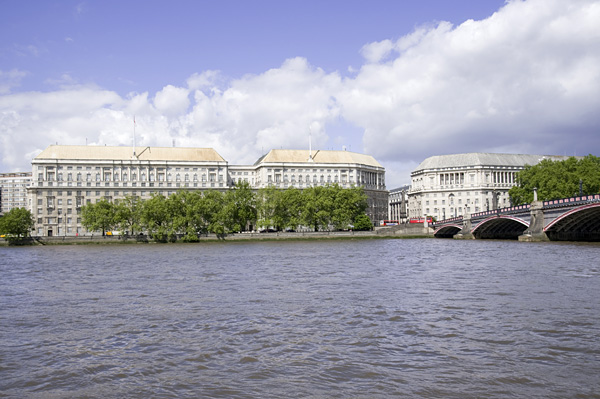
Sede do MI5 em Thames House, Londres

O MI5, oficialmente designado Security Service (Serviço de Segurança), é o serviço de inteligência doméstico britânico e, ao lado do Serviço de Inteligência Secreto (SIS) e do Quartel-General de Comunicações do Governo (GCHQ), é um das três principais civis agências de inteligência no país. O MI5 está subordinado ao Ministério do Interior. O lema do MI5 é Regnum defende (latim para "Defenda o Reino").

## História

### Primeiros anos
Em outubro de 1909, o Gabinete de Guerra Britânico e o Almirantado criaram o Bureau do Serviço Secreto um, um serviço anti-espionagem para proteger a Marinha Britânica e seus portos contra espiões do Império Alemão. No início, apenas dois oficiais trabalhavam para o serviço: Capitão Vernon G. W. Kell e Capitão Fragata Mansfield Cumming. Mais tarde, a espionagem foi adicionada à contra-espionagem, e dois serviços independentes foram formados: o serviço secreto doméstico sob Kell era responsável por proteger o reino da ilha, enquanto o serviço secreto estrangeiro sob Cumming era responsável por investigar oponentes em potencial. Em 1916, a designação MI5 (Inteligência Militar, Seção 5) foi introduzida para o serviço de inteligência doméstico; alguns anos depois, o serviço de inteligência estrangeiro recebeu a designação de MI6 (Inteligência Militar, Seção 6, hoje Serviço de Inteligência Secreto).
No início das suas atividades, o serviço de segurança teve muito sucesso. Embora ele tivesse apenas uma dúzia de funcionários nos anos anteriores da Primeira Guerra Mundial, ele conseguiu evitar as temidas atividades de espionagem do Império Alemão, que havia gerado uma histeria em todo o país na Grã-Bretanha. O MI5 identificou cerca de vinte agentes alemães e decidiu não prendê-los por enquanto, apenas observá-los. O motivo alegado foi que, se fossem presos, a Alemanha enviaria novos agentes ainda desconhecidos das autoridades. Em vez disso, o MI5 esperou até pouco antes do início da guerra para prendê-los, isolando a Alemanha de informações confiáveis da Grã-Bretanha.
O sucesso do MI5 agora está sendo questionado pelo historiador Nicholas Hiley. De acordo com sua pesquisa, que publicou em dois artigos, esse sucesso é uma ficção que o MI5 ainda carrega em sua história oficial até hoje.

### O período entre as guerras
Após a guerra, o orçamento do MI 5 foi cortado de £ 100 000 para apenas £ 35 000 por ano, e a força de trabalho caiu de £ 800 para apenas £ 150 em 1920.
Nos anos seguintes, as economias financeiras e de pessoal continuaram de forma constante, em 1929 apenas treze oficiais trabalhavam para o MI5, o que restringiu consideravelmente a eficiência e até levou ao serviço de inteligência internacional MI6 - ao contrário da divisão de tarefas estabelecida - às vezes com seu próprios agentes e investigações operavam internamente.
Durante esses anos, o MI5 mostrou pouco interesse na Alemanha. A República de Weimar com seu exército reduzido, a desmilitarizada Renânia, a instabilidade política e a inflação extrema não eram vistas como uma ameaça à segurança de seu próprio país.
Em vez disso, os recursos limitados restantes foram usados para se concentrar em evitar a "ameaça vermelha" que emana da União Soviética e da "Internacional Comunista". O MI5 tinha menos medo da intrusão de espiões estrangeiros do que da subversão entre suas próprias tropas e sabotagem de instalações militares. Além do Partido Comunista da Grã-Bretanha, pacifistas, objetores de consciência e organizações de trabalhadores também foram monitorados, que o MI5 alegou serem subversivos. Exilados da Alemanha e da Áustria que deixaram sua terra natal por motivos políticos também foram monitorados. Essa expansão de competências também aconteceu praticamente sem supervisão, porque o MI5 não prestava contas ao parlamento e podia funcionar independentemente do gabinete e do primeiro-ministro. Só a partir de 1994 as atividades do serviço estão sujeitas ao escrutínio de uma comissão parlamentar. No entanto, passou despercebido que o serviço secreto soviético NKVD recrutou espiões e simpatizantes para o estabelecimento britânico durante este período. Os mais famosos são os ex-alunos de Cambridge Kim Philby, Donald Maclean, Guy Burgess e Anthony Blunt, que só foram expostos após a guerra.

### Segunda Guerra Mundial
O MI5 cometeu erros durante a Segunda Guerra Mundial. No início da guerra estava despreparado, tanto organizacionalmente quanto no uso de seus recursos - desproporcional à tarefa atribuída ao MI5: um internamento em larga escala de estrangeiros inimigos para buscar expor os agentes inimigos. A operação foi mal conduzida.
Um dos primeiros atos de Winston Churchill após assumir o cargo no início de 1940 foi a demissão do chefe de longa data da agência, Vernon Kell. David Petrie assumiu o cargo depois que o AWA Harker, inicialmente nomeado, foi considerado ineficaz. Com o fim do ataque à Grã-Bretanha (Batalha da Grã-Bretanha), o trabalho do MI5 também ficou mais fácil, o que acabou possibilitando o maior sucesso da Segunda Guerra Mundial, o chamado sistema de "traição".
Sob este sistema, os agentes inimigos expostos não devem ser imediatamente presos e enviados ao tribunal, mas sim "convertidos" se possível (tornando-se assim agentes duplos). Os agentes inimigos tiveram, portanto, a chance de evitar procedimentos legais (e a possível pena de morte) e enviar informações falsas (mas confiáveis) para seu próprio serviço secreto, por exemplo, o Abwehr alemão. Assim se podia enganar os serviços de inteligência inimigos. Essa abordagem se desenvolveu em um sistema de fala informações muito bem-sucedido durante a Segunda Guerra Mundial.
Uma análise após o fim da guerra com base em documentos secretos alemães mostrou que de cerca de 115 agentes enviados, todos os agentes (exceto um que cometeu suicídio) puderam ser identificados e capturados, vários dos quais foram "convertidos". O sistema, no qual o MI5 era apenas o executor da Seção de Controle independente de Londres, desempenhou um papel decisivo na desinformação dos militares alemães quanto à hora e local do desembarque das tropas aliadas no Norte da África (Operação Tocha), na Sicília e no Dia D (que então ocorreu na Normandia).

### Pós-guerra
Foi só em 1989 que uma diretiva do Ministro do Interior, que estabelecia o mandato dos serviços de segurança, foi introduzida em lei. Não foi até o final dos anos 1980 que o serviço foi oficialmente admitido. O serviço tem sido anunciado abertamente em anúncios de jornal desde 1997 e tem um site desde 2000.
O período pós-guerra foi um período difícil para o MI5, que obviamente não conseguiu descobrir os agentes soviéticos contrabandeados pelo NKVD. Além disso, o serviço viu-se desafiado pelo serviço de inteligência soviético KGB, que era altamente ativo na Grã-Bretanha, e pelo crescente terrorismo na Irlanda do Norte.

### O papel do Serviço de Segurança na luta contra o terrorismo
Com o fim da Guerra Fria e, mais ainda, a luta contra o terrorismo tornou necessária uma reorientação crescente para a cooperação internacional contra o terrorismo internacional. O MI5 teve muito sucesso na luta contra o terrorismo irlandês; suas operações nesta conexão levaram a 21 condenações entre 1992 e 1999, com algumas ações do MI5 sendo parcialmente controversas na Grã-Bretanha.
Em 1996, o novo governo expandiu o escopo legal do Serviço de Segurança para apoiar as agências de aplicação da lei. Isso levou a alguma discussão, pois alguns políticos temiam, por um lado, uma nova função de "polícia secreta" dos serviços de segurança e, por outro lado, uma intrusão na área bem guardada de outras agências de aplicação da lei.
O MI5 está na vanguarda da luta contra o terrorismo islâmico na Grã-Bretanha hoje. Algumas buscas domiciliares contra islâmicos suspeitos e as prisões dos principais suspeitos são atribuídas ao Serviço de Segurança. Também foi relatado (e não negado) que funcionários do MI5 estiveram envolvidos no interrogatório de suspeitos de cidadãos britânicos na Baía de Guantánamo.
Em 2 de junho de 2006, o MI5 chegou às manchetes quando ele e 250 policiais invadiram uma casa em Londres suspeita de ser uma Bomba Suja química. No entanto, nenhuma bomba foi encontrada na casa e a ação foi comentada na mídia como um “fracasso” e “desastre”.
A última vez que o MI5 ganhou fama foi em 9 de agosto de 2006, quando conseguiu impedir um planejado ataque terrorista a várias companhias aéreas entre a Inglaterra e os Estados Unidos.
O MI5 também esteve envolvido na investigação, bem como no rastreamento e prisão dos perpetradores que planejaram e parcialmente executaram bombardeios e ataques incendiários em várias instalações na Grã-Bretanha entre 27 e 30 de junho de 2007.
Em maio de 2012, soube-se que o ataque frustrado da Al Qaeda a um jato dos EUA havia sido evitado por um agente duplo do MI5. Como parte dessa ação, Fahd al-Kuso foi morto por uma operação de drone. O MI5 está oficialmente proibido de participar de ações que visem o assassinato seletivo de suspeitos.

## Organização
O Serviço de Segurança emprega atualmente cerca de 3 800 pessoas. A proporção de mulheres é de 41%, a proporção de empregados com menos de 40 anos é de 56%.